# Păulești, Prahova
Păulești là một xã thuộc hạt Prahova, România. Dân số thời điểm năm 2002 là 5152 người.